# David Gilmour (album)
David Gilmour este primul album solo al chitaristului și vocalistului trupei Pink Floyd, David Gilmour lansat în mai 1978 în Marea Britanie și în 17 iunie 1978 în SUA. Albumul a ajuns până pe locul 17 în Marea Britanie și pe 29 în Billboardul american al albumelor, fiind creditat cu Discul de Aur în State de către RIAA. Discul a fost produs chiar de către Gilmour și constă în melodii rock caracteristice stilului artistului printre care și balada "So Far Away".

## Lista melodiilor
1. "Mihalis" (5:46)
2. "There's No Way Out of Here" (Ken Barker) (5:08)
3. "Cry from The Street" (David Gilmour, Eric Stuart) (5:13)
4. "So Far Away" (6:04)
5. "Short and Sweet" (David Gilmour, Roy Harper) (5:30)
6. "Raise My Rent" (5:33)
7. "No Way" (5:32)
8. "Deafinitely" (4:27)
9. "I Can't Breathe Anymore" (3:04)

- Toate cântecele au fost scrise de David Gilmour cu excepția celor notate

## Single
- "There's No Way Out of Here" (1978)